# Almiro Blumenschein
Almiro Blumenschein (1931) es un taxónomo, agrónomo, orquideólogo, y botánico brasileño. Fue director ejecutivo de la EMBRAPA.

## Biografía
Es licenciado en ingeniería agronómica por la Escuela de Agricultura Luiz de Queiroz (1954), doctor en agronomía (fitomejoramiento y genética) por la Universidad de São Paulo (1957) y otro doctorado por la Universidad de Carolina del Norte (1961). Actualmente, profesor y coordinador de la Escuela de Negocios de Leones Goiânia GO.
Tiene experiencia en el área de la genética, con énfasis en genética vegetal. Actuó sobre los siguientes temas: citología de orquídeas, y consultor de la Orchid Conservation Coalition. Es especialista en orquídeas nativas de Brasil y ha descrito tres especies de Laelia Lindl. 1831, además de participar del proyecto de catalogación y organización de las más de dos mil quinientas especies de Orchidaceae existentes en Brasil.
En 1957, la Premio Nobel Barbara McClintock (1902-1992) comenzó estudios sobre maíces de Sudamérica, acerca de su evolución biológica. Para ello empleó varias razas, describiendo características evolutivas, cromosómicas y morfológicas. En 1962, supervisó el trabajo de cuatro científicos trabajabando con variedades sudamericanas en la Universidad Estatal de Carolina del Norte. Dos de estos becarios, Almiro Blumenschein y T. Angel Kato, mantuvieron la línea de investigación en Sudamérica hasta la década de los setenta. En 1981 (tras veinte años de trabajo), Blumenschein, Kato y McClintock publicaron «Chromosome constitution of races of maize» ("Composición cromosómica de las razas del maíz") considerada un hito en los estudios de etnobotánica, paleobotánica y botánica evolutiva.

## Algunas publicaciones

### Libros
- a. Blumenschein, n. Dall Acqua, n. Aquino. 1983. A Cultura do Arroz de Sequeiro no Brasil. Piracicaba: Instituto Internacional da Potassa: 15-34
- ⸻. 1978. Research Guidelines in the Embrapa System. Ed. EMBRAPA
- ⸻, warwick Estevam Kerr, Carminda da Cruz Landim. 1968. Curso básico de citologia. Vol. 6 de (ESALQ. Publicac. didáctica) Ed. Escola Superior de Agricultura Luiz de Queiroz
- ⸻. 1966. Citogenetica e evolução nas plantas. Elementos de genética. 2ª ed. São Paulo: Ed. Nacional, Biblioteca Universitaria 2: 447-463

### Caps. de libros
- 1967. Cap. XI: "La Genética en América Latina". En: Las Ciencias agrícolas en América Latina: progreso y futuro. Contribuidores	Inter-American Institute of Agricultural Sciences, Asociación Latinoamericana de Fitotecnia. Ed. IICA, 656 pp.

## Honores
- 2000: medalla al Mérito Científico, Estado de São Paulo
- 1996: encomienda de la Orden Nacional del Mérito Científico, Gobierno federal brasileño
- 1992: contribución significativa al Ministerio de Agricultura de Indonesia (Indeco du y P.T Mitra Tani)
- 1981: elogio de Río Branco. Servicio Distinguido en la Causa de Bienestar Humano, Centro Internacional de Agricultura Tropical
- 1974: bodas de Plata Medalla de la Sociedad Brasileña para el Progreso de la Ciencia
- 1955: pessoa, ESALQ Universidad de São Paulo

### Eponimia
- 2004: nombramiento como Sala Almiro Blumenschein, Laboratorio de Citología, Departamento de Genética de la Esalq, Universidad de São Paulo

Especies (7 registros)
- (Orchidaceae) Hoffmannseggella blumenscheinii (Pabst) V.P.Castro & Chiron[8]
- La abreviatura «Blumensch.» se emplea para indicar a Almiro Blumenschein como autoridad en la descripción y clasificación científica de los vegetales.[9]